# Finales NBA 1960
Navigation
Finales 1959 Finales 1961
Les finales NBA 1960 sont la dernière série de matchs de la saison 1959-1960 de la NBA et la conclusion des séries éliminatoires (playoffs) de la saison. Les champions de la conférence Est, les Celtics de Boston rencontrent  le champion de la conférence Ouest les Hawks de Saint-Louis. Les Celtics l'emportent quatre victoires à trois et remportent leur troisième titre et le second consécutif.
Lors de ces finales les Celtics jouent avec sept joueurs futurs membres du Hall of Fame : Bob Cousy, Bill Russell, Tom Heinsohn, Bill Sharman, Sam Jones, Frank Ramsey et K.C. Jones ainsi que l'entraîneur Red Auerbach. Quant aux Hawks ils en ont quatre dans leur équipe : Bob Pettit, Slater Martin, Clyde Lovellette et Cliff Hagan ainsi que l'entraîneur Alex Hannum .

## Avant les finales

### Celtics de Boston
Lors de la saison régulière les Celtics de Boston ont terminé la saison champion de la division Est avec un bilan de 59 victoires pour 16 défaites (meilleur bilan des 8 équipes de la ligue).
Les Celtics se sont qualifiés en battant en finales de division les Warriors de Philadelpie quatre victoires à deux.

### Hawks de Saint-Louis
Lors de la saison régulière les Hakw ont terminé la saison champion de la division Ouest avec un bilan de 46 victoires pour 29 défaites.
Les Hawks se sont qualifiés en battant en finales de division les Lakers de Minneapolis quatre victoires à trois.

### Parcours comparés vers les finales NBA
| Champion de division | Qualifié pour les playoffs | Éliminé des playoffs |

| Franchise               | V  | D  | PCT   | R  | Dom   | Ext   | N    | Div   |
| ----------------------- | -- | -- | ----- | -- | ----- | ----- | ---- | ----- |
| Celtics de Boston       | 59 | 16 | .787  | -  | 25-2  | 24-9  | 10-5 | 28-11 |
| Warriors de Philadelpie | 49 | 26 | .653  | 10 | 22-6  | 12-19 | 15-1 | 22-17 |
| Nationals de Syracuse   | 45 | 30 | .600  | 24 | 25-4  | 12-19 | 8-7  | 21-18 |
| Knicks de New York      | 27 | 48 | 0.360 | 32 | 13-18 | 9-19  | 5-11 | 7-32  |

| Franchise             | V  | D  | PCT  | R  | Dom   | Ext   | N    | Div   |
| --------------------- | -- | -- | ---- | -- | ----- | ----- | ---- | ----- |
| Hawks de Saint-Louis  | 46 | 29 | .613 | -  | 28-5  | 12-20 | 6-4  | 27-12 |
| Pistons de Détroit    | 30 | 45 | .400 | 16 | 17-14 | 6-21  | 7-10 | 20-19 |
| Lakers de Minneapolis | 25 | 50 | .333 | 21 | 9-15  | 9-21  | 7-14 | 17-22 |
| Royals de Cincinnati  | 19 | 56 | .253 | 27 | 9-22  | 2-20  | 8-14 | 14-25 |

### Face à face en saison régulière
Les Celtics et les Hawks se sont rencontrés 9 fois, dont une rencontre sur terrain neutre. Les Celtics ont remporté six victoires et ont concédé trois défaites.
| Match | Date             | équipe à domicile    | Score   | équipe à l'extérieur |
| ----- | ---------------- | -------------------- | ------- | -------------------- |
| 1     | 3 novembre 1959  | Hawks de Saint-Louis | 98-103  | Celtics de Boston    |
| 2     | 14 novembre 1959 | Celtics de Boston    | 113-111 | Hawks de Saint-Louis |
| 3     | 11 décembre 1959 | Celtics de Boston    | 122-99  | Hawks de Saint-Louis |
| 4     | 30 décembre 1959 | Hawks de Saint-Louis | 82-96   | Celtics de Boston    |
| 5     | 10 janvier 1960  | Hawks de Saint-Louis | 121-111 | Celtics de Boston    |
| 6     | 13 janvier 1960  | Celtics de Boston    | 134-112 | Hawks de Saint-Louis |
| 7     | 27 janvier 1960  | Celtics de Boston    | 127-114 | Hawks de Saint-Louis |
| 9     | 20 février 1960  | Hawks de Saint-Louis | 121-105 | Celtics de Boston    |

Le match 8 a lieu le 2 février 1960 à New York et voit la victoire des hawks 114-113.

## Formule

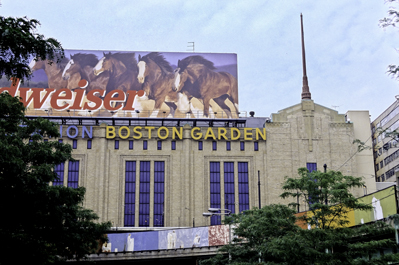
Le Boston Garden

Pour les séries éliminatoires la franchise gagnante est la première à remporter quatre victoires, soit un minimum de quatre matchs et un maximum de sept. Les rencontres se déroulent dans l'ordre suivant :
| Match | Recevant       | Match | Recevant       | Match | Recevant        | Match | Recevant        |
| ----- | -------------- | ----- | -------------- | ----- | --------------- | ----- | --------------- |
| 1     | Meilleur bilan | 2     | Meilleur bilan | 3     | Moins bon bilan | 4     | Moins bon bilan |

| Match | Recevant       | Match | Recevant        | Match | Recevant       |
| ----- | -------------- | ----- | --------------- | ----- | -------------- |
| 5     | Meilleur bilan | 6     | Moins bon bilan | 7     | Meilleur bilan |

Les Celtics ont l'avantage du terrain lors de la finale, car ils ont un meilleur bilan en saison régulière (59-16 contre 46-29).

## Les finales

### Match 1
| 27 mars 1960 | Rapport | Hawks de Saint-Louis 122, Celtics de Boston 140    | Hawks de Saint-Louis 122, Celtics de Boston 140 | Hawks de Saint-Louis 122, Celtics de Boston 140 |  | Boston Garden, Boston Affluence : 10 002 Arbitres : Mendy Rudolph - Jim Duffy |
| 27 mars 1960 | Rapport | Score par quart-temps : 25-30, 26-46, 34-38, 37-26 |                                                 |                                                 |  | Boston Garden, Boston Affluence : 10 002 Arbitres : Mendy Rudolph - Jim Duffy |
| 27 mars 1960 | Rapport | Cliff Hagan 25                                     | Points                                          | Tom Heinsohn 24                                 |  | Boston Garden, Boston Affluence : 10 002 Arbitres : Mendy Rudolph - Jim Duffy |
| 27 mars 1960 | Rapport | Boston mène la série 1 à 0                         |                                                 |                                                 |  | Boston Garden, Boston Affluence : 10 002 Arbitres : Mendy Rudolph - Jim Duffy |

### Match 2
| 29 mars 1960 | Rapport | Hawks de Saint-Louis 113, Celtics de Boston 103    | Hawks de Saint-Louis 113, Celtics de Boston 103 | Hawks de Saint-Louis 113, Celtics de Boston 103 |  | Boston Garden, Boston |
| 29 mars 1960 | Rapport | Score par quart-temps : 25-21, 24-35, 34-23, 30-24 |                                                 |                                                 |  | Boston Garden, Boston |
| 29 mars 1960 | Rapport | Bob Pettit 35                                      | Points                                          | Bill Sharman 30                                 |  | Boston Garden, Boston |
| 29 mars 1960 | Rapport | Égalité dans la série 1 à 1                        |                                                 |                                                 |  | Boston Garden, Boston |

### Match 3
| 2 avril 1960 | Rapport | Celtics de Boston 102, Hawks de Saint-Louis 86     | Celtics de Boston 102, Hawks de Saint-Louis 86 | Celtics de Boston 102, Hawks de Saint-Louis 86 |  | Kiel Auditorium, Saint-Louis Affluence : 10 612 Arbitres : Sid Borgia - Arnie Heft |
| 2 avril 1960 | Rapport | Score par quart-temps : 31-32, 23-23, 23-17, 25-14 |                                                |                                                |  | Kiel Auditorium, Saint-Louis Affluence : 10 612 Arbitres : Sid Borgia - Arnie Heft |
| 2 avril 1960 | Rapport | Tom Heinsohn 30 Bill Russell 19                    | Points Rebonds                                 | Cliff Hagan 16 Bob Pettit 18                   |  | Kiel Auditorium, Saint-Louis Affluence : 10 612 Arbitres : Sid Borgia - Arnie Heft |
| 2 avril 1960 | Rapport | Boston mène la série 2 à 1                         |                                                |                                                |  | Kiel Auditorium, Saint-Louis Affluence : 10 612 Arbitres : Sid Borgia - Arnie Heft |

### Match 4
| 3 avril 1960 | Rapport | Celtics de Boston 96, Hawks de Saint-Louis 106     | Celtics de Boston 96, Hawks de Saint-Louis 106 | Celtics de Boston 96, Hawks de Saint-Louis 106 |  | Kiel Auditorium, Saint-Louis Affluence : 10 612 Arbitres : Jim Duffy - Mendy Rudolph |
| 3 avril 1960 | Rapport | Score par quart-temps : 18-28, 21-22, 24-31, 33-25 |                                                |                                                |  | Kiel Auditorium, Saint-Louis Affluence : 10 612 Arbitres : Jim Duffy - Mendy Rudolph |
| 3 avril 1960 | Rapport | Sharman, Ramsey 20 Bill Russell 19                 | Points Rebonds                                 | Bob Pettit 32 Cliff Hagan 16                   |  | Kiel Auditorium, Saint-Louis Affluence : 10 612 Arbitres : Jim Duffy - Mendy Rudolph |
| 3 avril 1960 | Rapport | Égalité dans la série 2 à 2                        |                                                |                                                |  | Kiel Auditorium, Saint-Louis Affluence : 10 612 Arbitres : Jim Duffy - Mendy Rudolph |

### Match 5
| 5 avril 1960 | Rapport | Hawks de Saint-Louis 102, Celtics de Boston 127    | Hawks de Saint-Louis 102, Celtics de Boston 127 | Hawks de Saint-Louis 102, Celtics de Boston 127 |  | Boston Garden, Boston Arbitres : Mendy Rudolph - Jim Duffy |
| 5 avril 1960 | Rapport | Score par quart-temps : 26-34, 27-31, 25-30, 24-32 |                                                 |                                                 |  | Boston Garden, Boston Arbitres : Mendy Rudolph - Jim Duffy |
| 5 avril 1960 | Rapport | Cliff Hagan 28 Cliff Hagan 12                      | Points Rebonds                                  | Tom Heinsohn 34 Bill Russell 26                 |  | Boston Garden, Boston Arbitres : Mendy Rudolph - Jim Duffy |
| 5 avril 1960 | Rapport | Boston mène la série 3 à 2                         |                                                 |                                                 |  | Boston Garden, Boston Arbitres : Mendy Rudolph - Jim Duffy |

### Match 6
| 7 avril 1960 | Rapport | Celtics de Boston 102, Hawks de Saint-Louis 105    | Celtics de Boston 102, Hawks de Saint-Louis 105 | Celtics de Boston 102, Hawks de Saint-Louis 105 |  | Kiel Auditorium, Saint-Louis Affluence : 10 612 Arbitres : Jim Duffy - Mendy Rudolph |
| 7 avril 1960 | Rapport | Score par quart-temps : 16-24, 36-30, 12-36, 38-15 |                                                 |                                                 |  | Kiel Auditorium, Saint-Louis Affluence : 10 612 Arbitres : Jim Duffy - Mendy Rudolph |
| 7 avril 1960 | Rapport | Bill Russell 17 Bill Russell 16                    | Points Rebonds                                  | Cliff Hagan 36 Clyde Lovellette 15              |  | Kiel Auditorium, Saint-Louis Affluence : 10 612 Arbitres : Jim Duffy - Mendy Rudolph |
| 7 avril 1960 | Rapport | Égalité dans la série 3 à 3                        |                                                 |                                                 |  | Kiel Auditorium, Saint-Louis Affluence : 10 612 Arbitres : Jim Duffy - Mendy Rudolph |

### Match 7
| 9 avril 1960 | Rapport | Hawks de Saint-Louis 103, Celtics de Boston 122           | Hawks de Saint-Louis 103, Celtics de Boston 122 | Hawks de Saint-Louis 103, Celtics de Boston 122 |  | Boston Garden, Boston Affluence : 13 909 Arbitres : Mendy Rudolph - Jim Duffy |
| 9 avril 1960 | Rapport | Score par quart-temps : 30-29, 23-41, 25-26, 25-26        |                                                 |                                                 |  | Boston Garden, Boston Affluence : 13 909 Arbitres : Mendy Rudolph - Jim Duffy |
| 9 avril 1960 | Rapport | Bob Pettit 22 Bob Pettit 14                               | Points Rebonds                                  | Tom Heinsohn 22 Bill Russell 35                 |  | Boston Garden, Boston Affluence : 13 909 Arbitres : Mendy Rudolph - Jim Duffy |
| 9 avril 1960 | Rapport | Boston gagne la série 4 à 3 et devient champion NBA 1960. |                                                 |                                                 |  | Boston Garden, Boston Affluence : 13 909 Arbitres : Mendy Rudolph - Jim Duffy |

## Équipes
| Effectif des Celtics de Boston - Champions NBA 1959-1960 |
| --- |
| 6 Bill Russell • 14 Bob Cousy • 15 Tom Heinsohn • 16 John Richter • 17 Gene Conley • 18 Jim Loscutoff • 20 Gene Guarilia • 21 Bill Sharman • 23 Frank Ramsey • 24 Sam Jones • 25 K.C. Jones Entraîneur : Red Auerbach |

| Effectif des Hawks de Saint-Louis - Champion de la Division Ouest |
| --- |
| 9 Bob Pettit • 11 Al Ferrari •13 Larry Foust • 15 Johnny McCarthy • 16 Cliff Hagan • 17 Sihugo Green • 20 Bob Ferry • 21 Jack McMahon • 22 Slater Martin • 25 Dave Piontek • 34 Clyde Lovellette Entraîneur : Alex Hannum |